# Небова
Небова (на словенски: Nebova) е село в Словения, Подравски регион, община Марибор. Според Националната статистическа служба на Република Словения през през 2002 г. селото има 132 жители.